# Acanthochelys radiolata
Acanthochelys radiolata är en sköldpaddsart som beskrevs av den österrikisk-tjeckiske zoologen Mikan 1820. Acanthochelys radiolata ingår i släktet Acanthochelys och familjen ormhalssköldpaddor. IUCN kategoriserar arten globalt som nära hotad. Inga underarter finns listade i Catalogue of Life.
Arten förekommer i centrala och östra Brasilien.